# Parnassius staudingeri
Espèce
Parnassius staudingeri ou Apollon de Staudinger est une espèce d'insectes lépidoptères de la famille des Papilionidae, de la sous-famille des Parnassiinae et du genre Parnassius.

## Dénomination
Parnassius staudingeri a été décrit par Andreas Bang-Haas (d) en 1882 et nommé en l'honneur d'Otto Staudinger.

### Taxonomie
Parnassius staudingeri a été considéré longtemps comme une sous-espèce de Parnassius delphius Parnassius delphius staudingeri.
Et Parnassius kiritshenkoi a été décrit par Avinoff en 1910, comme Parnassius delphius kiritshenkoi une sous-espèce de Parnassius staudingeri
Le statut d'espèce est discuté pour Parnassius staudingeri hunza encore déclaré sous-espèce de Parnassius staudingeri.

### Nom vernaculaire
Parnassius staudingeri hunza se nomme Karakoram Banded Apollo en anglais.

### Sous-espèces
- Parnassius staudingeri staudingeri
- Parnassius staudingeri darvasicus Avinoff, 1916
- Parnassius staudingeri difficilis Murzin, 1989
- Parnassius staudingeri hissaricus Eisner, 1968
- Parnassius staudingeri hunza Grum-Grshimaiulo, 1888 ; présent au Pakistan, en Afghanistan et dans le Nord de l'Inde
- Parnassius staudingeri illustris Grum-Grshimailo, 1888
- Parnassius staudingeri inacessibilis J.J. Shchetkin, 1979
- Parnassius staudingeri infernalis Elwes, 1886
- Parnassius staudingeri jacobsoni Avinoff, 1913
- Parnassius staudingeri mustagata Rose[1].

## Description
Parnassius staudingeri est un papillon blanc marqué de gris et de noir avec aux ailes postérieures une bande gris foncé le long du bord interne et deux taches rouge cernées de noir.

## Biologie

### Période de vol et hivernation
Parnassius staudingeri vole entre juin et août selon l'altitude, le plus souvent en juillet.

### Plantes hôtes
Les plantes hôtes de sa chenille sont Cysticorydalis fedtschenkoana et Corydalis onobrychis.

## Écologie et distribution
Parnassius staudingeri est présent au Pamir, au Pakistan, en Afghanistan et dans le Nord de l'Inde.

### Biotope
Parnassius staudingeri réside en haute montagne entre 2 500 m et 5 000 m.